# Miss Jealousy
Miss Jealousy är ett studioalbum av Charlotte Nilsson, utgivet 2001.
Albumet placerade sig som bäst på 32:a plats på den svenska albumlistan.

## Låtlista
1. You Got Me Going Crazy
2. Miss Jealousy
3. Game over, You Win
4. I'm the One for You
5. Light of My Life
6. One Kiss Away
7. Ain't No Mountain
8. I Can Tell
9. Baby it's You
10. Crying in the Rain
11. Don't Wanna Let Go
12. Don't Give Me up

## Medverkande
- Charlotte Nilsson - sång
- Esbjörn Öhrwall - gitarr
- Petter Gunnarsson - bas
- Jörgen Ingeström - gitarr, klaviatur

## Listplacering
| Lista (2001) | Topplacering |
| ------------ | ------------ |
| Sverige      | 32           |

### Fotnoter
1. ↑  ”Svensk mediedatabas”. http://smdb.kb.se/catalog/id/001547293. Läst 1 juni 2011.
2. ↑  ”Listplacering”. http://hitparad.se/showitem.asp?interpret=Charlotte+Nilsson&titel=Miss+Jealousy&cat=a. Läst 1 juni 2011.